# گوریوکاکو
گوریوکاکو (انگلیسی: Goryōkaku) قلعه پنج ضلعی یک قلعه ستاره است که در هاکوداته، هوکایدو؛ ژاپن قرار دارد. گوریوکاکو قلعهٔ اصلی جمهوری کوتاه مدت  ازو بود.